# 大教长宫 (瓦莱塔)

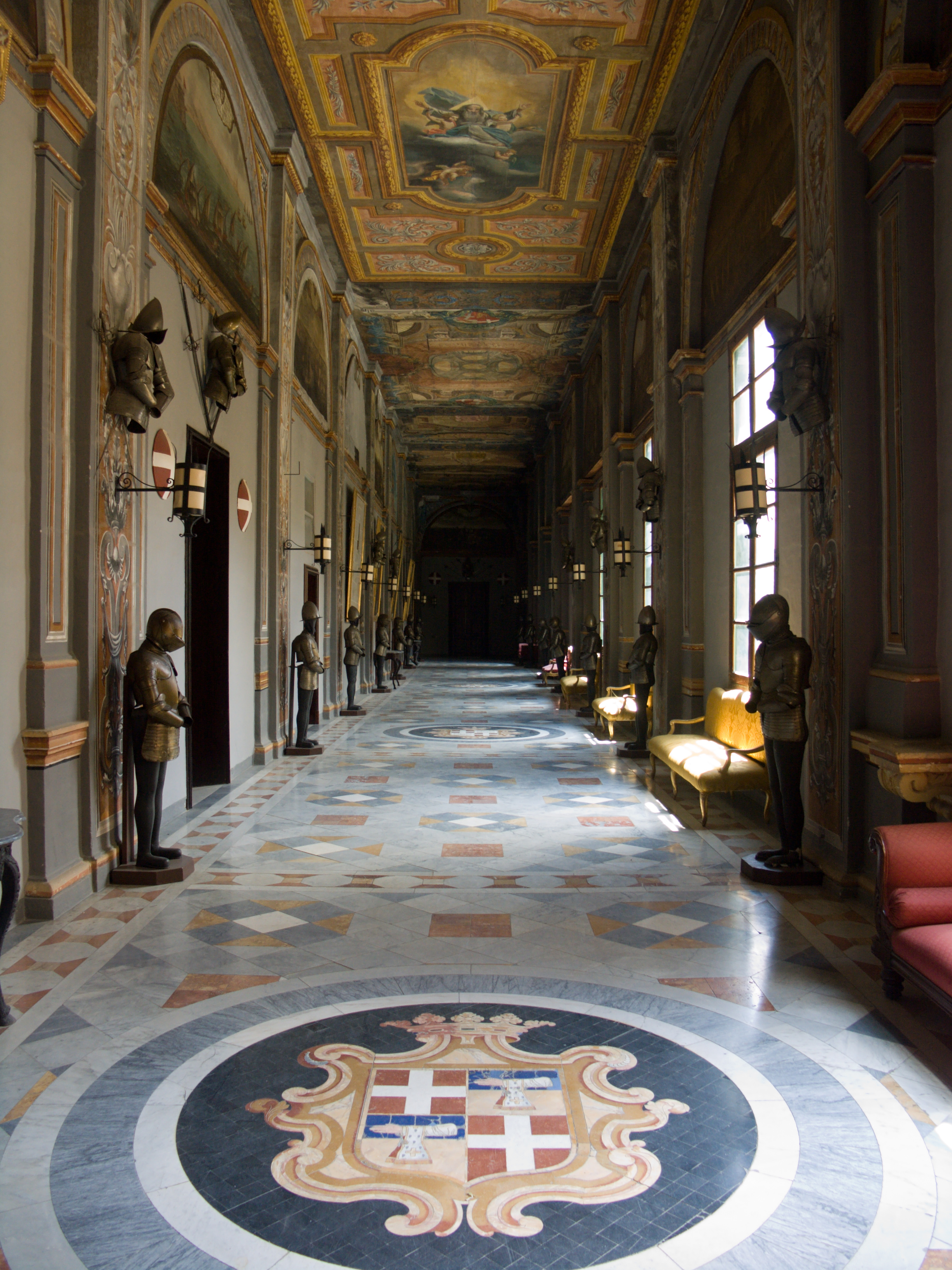
内部

大教长宫 位于马耳他瓦莱塔，建于1571年，曾为医院骑士团大教长的宫殿，英国占领时期为总督府，现在是马耳他总统府和马耳他国会所在地。